# Joaquim Cardozo de Mello Reis
Joaquim Cardozo de Mello Reis ( – 25 de dezembro de 1920) foi um médico brasileiro.
Doutorado em medicina pela Faculdade de Medicina da Bahia em 1871, defendendo a tese “Cancro do Estomago”. Foi eleito membro da Academia Nacional de Medicina em 1902, com o número acadêmico 230, ocupando a Cadeira 59, que tem Nina Rodrigues como patrono.